# Розтока (водоспад)
Розто́ка — водоспад в Українських Карпатах, на потоці Розтока (права притока Бистриці Надвірнянської). Розташований у Надвірнянському районі Івано-Франківської області, за 2 км на південний захід від центральної частини села Пасічна. Добратись до водоспаду можна ґрунтовою дорогою, яка проходить паралельно сільському кладовищу, а потім переходить у второвану стежку.
Загальна висота перепаду води 3,5—4 м, ширина водоспаду бл. 5 м, кількість каскадів — 2. Водоспад утворився в місці, де річка перетинає скельний масив пластового типу, утворений стійкими до ерозії пісковиками. Водоспад «затиснений» прямовисними, масивними скелями, які в цьому місці утворюють каньйон потоку Розтока. 
За 850 метрів нижче на цьому ж потоці, в самому його гирлі, розташований водоспад Розтока Нижній.

## Світлини та відео

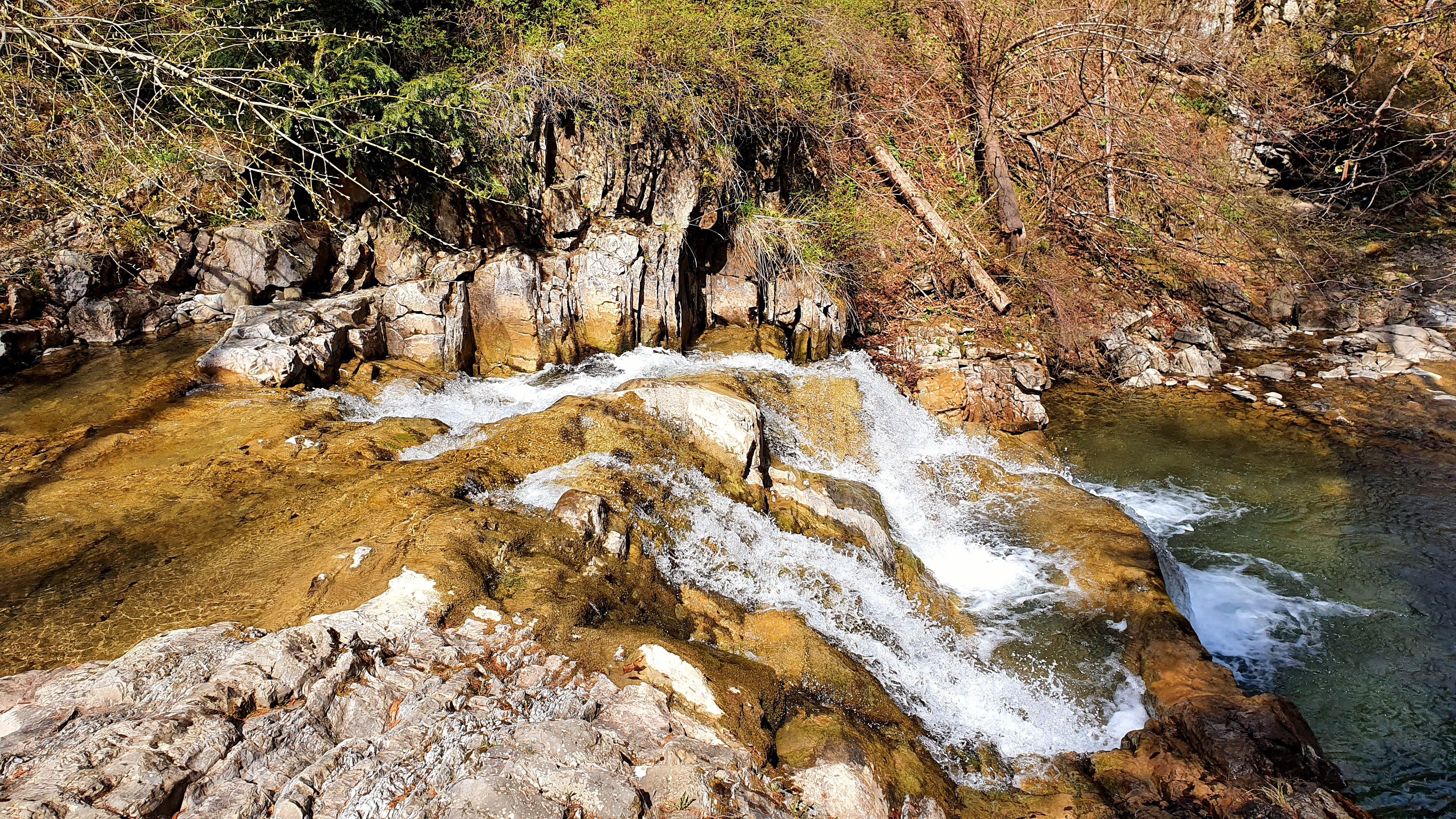
Водоспад збоку
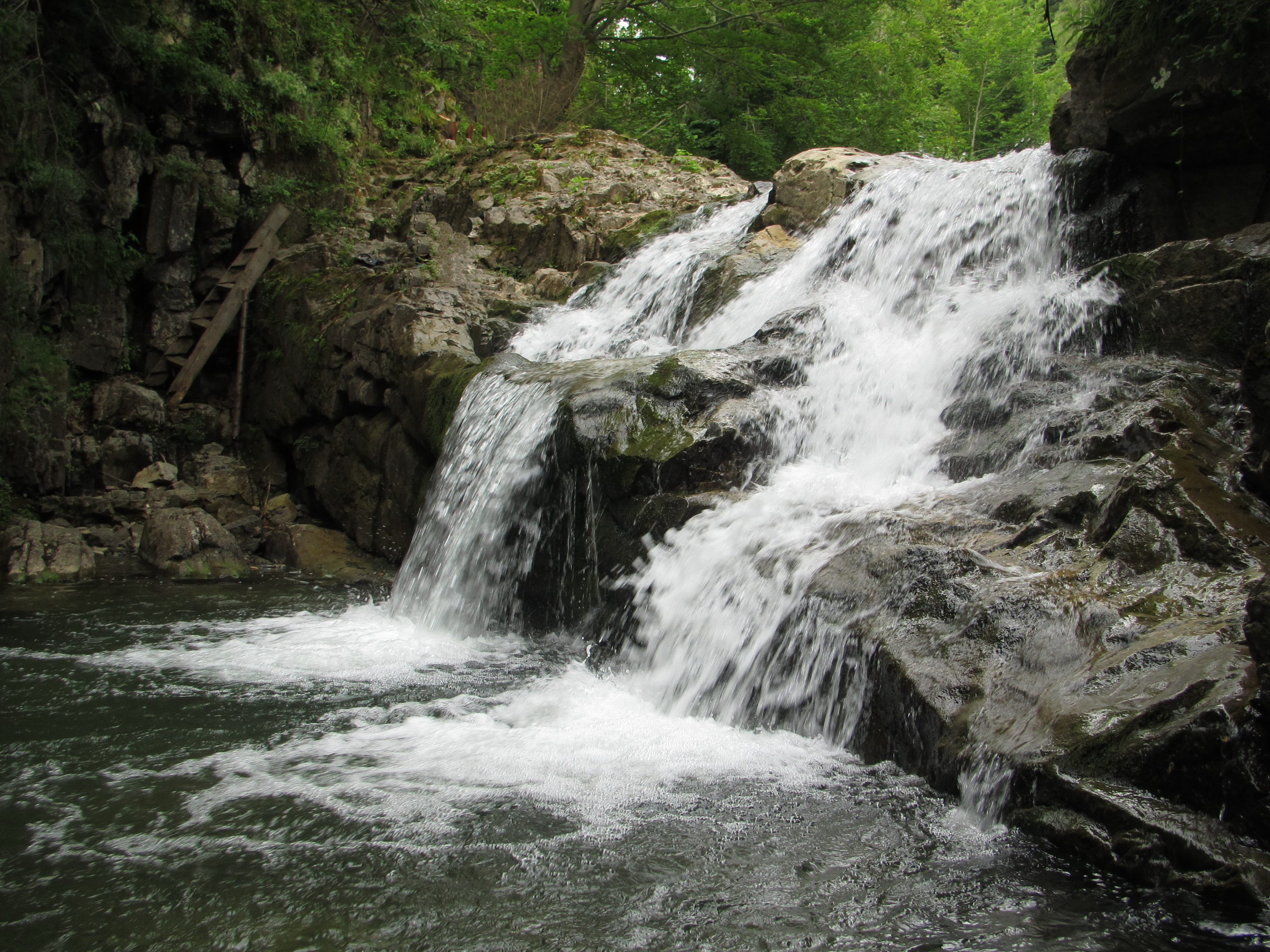
Водоспад зблизька
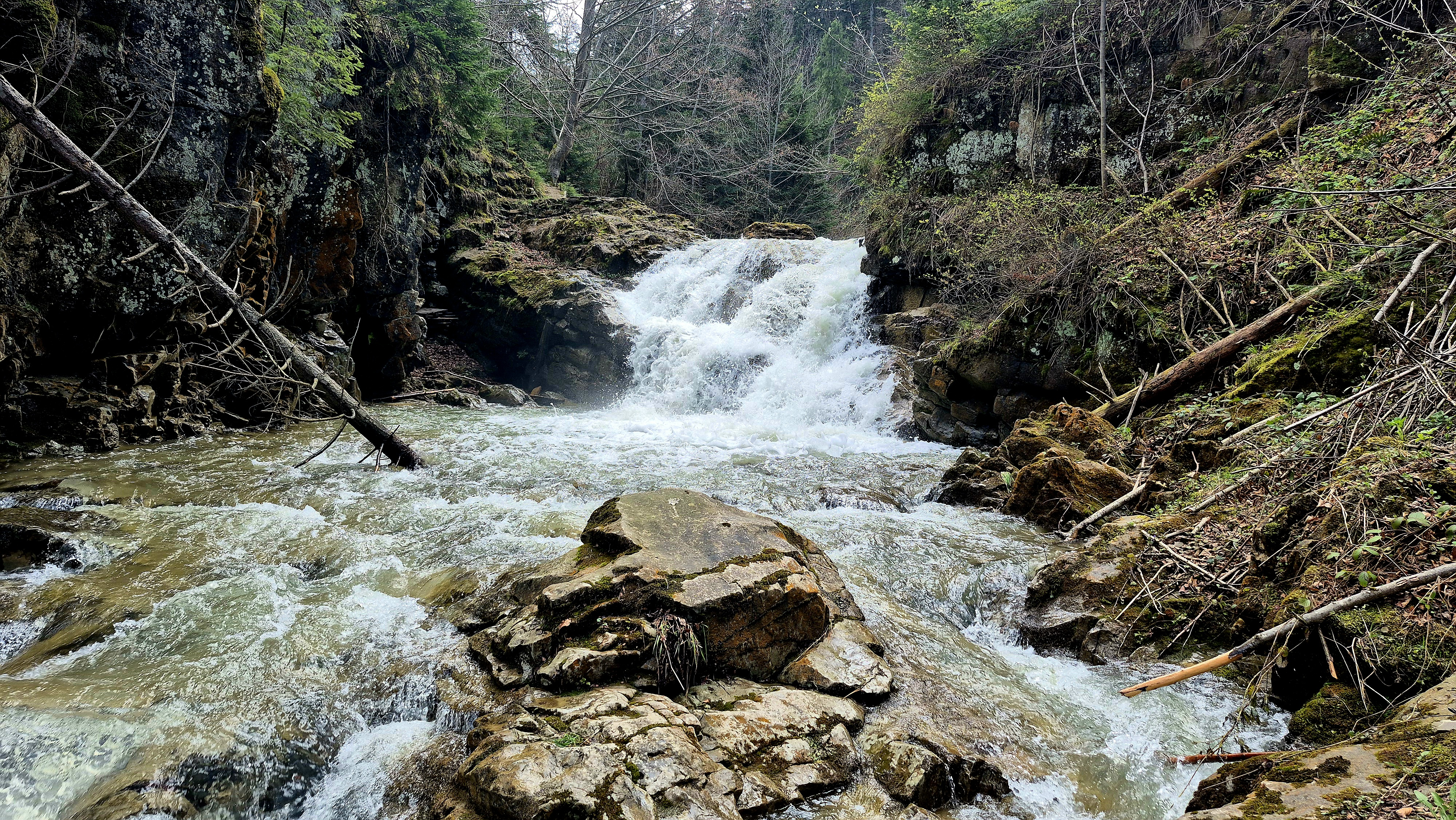
Водоспад після дощів
- Відео водоспаду